# Тетте, Бенджамин
Бенджамин Тетте (англ. Benjamin Tetteh; род. 10 июля 1997, Аккра) — ганский футболист, нападающий французского клуба «Мец», выступающий на правах аренды за словенский «Марибор». Выступал за сборную Ганы.

## Клубная карьера
Тетте - футболист из Ганы. Именно в сборной этой страны его заметили селекционеры «Стандарда» и привезли в Бельгию в 2015 году, подписав с ним трёхлетний контракт, до 2018 года. Кроме того, игроком всерьёз интересовались два немецких клуба — мёнхенгладбахская «Боруссия» и бременский «Вердер».
Сразу же, в сезоне 2015/16 на Тетте была сделана основная ставка. 17 октября 2015 года он дебютировал в Лиге Жюпиле в поединке против «Вестерло», выйдя в основном составе и забив мяч на 64-й минуте. С тех пор Тетте постоянно появлялся на поле. Всего в своём дебютином сезоне провёл 15 матчей и забил два мяча, отличившись также в поединке против «Мускрона» 22 апреля 2016 года.

## Карьера в сборной
Тетте играл за юношеские и молодёжные сборные Ганы. Принимал участие в чемпионате мира среди молодёжных команды 2015 года. Провёл на турнире все четыре встречи, забил один мяч. Сборная Ганы закончила свой путь на стадии 1/8 финала.
9 октября 2021 года дебютировал за основную сборную Ганы в матче отборочного турнира к чемпионату мира против сборной Зимбабве, выйдя на замену вместо Джордана Айю на 60-й минуте.

## Достижения
«Спарта»
- Обладатель Кубка Чехии: 2019/20